# Élisabet Maistre
Pour les articles homonymes, voir Ferrer, Maistre et Babet.
 (décembre 2021).
Élisabet Maistre, née Élisabet Ferrer et plus connue sous le pseudonyme de Babet, est une musicienne et chanteuse française née le 4 septembre 1977 à Istres. Elle est surtout connue pour être membre du groupe Dionysos, et a également une carrière solo.

## Biographie

### Jeunesse
Élisabet Ferrer naît le 4 septembre 1977. A 5 ans, Élisabeth Ferrer commence l’apprentissage du violon, un instrument qu'elle étudie par la suite au conservatoire. Elle apprend également le piano.
A l’adolescence, elle arrête les cours de solfège, découvre le rock et apprend la guitare. Elle retrouve plusieurs amis les week-end pour écouter ou faire de la musique  et ils écrivent aussi leur premier recueil de poésie. Babet passe son bac puis part à la fac de Montpellier étudier la peinture. Elle entame une relation amoureuse avec Andy Maistre, qui deviendra son premier mari et partenaire artistique lorsqu’elle sortira ses deux premiers albums solos. En 1997, à 19 ans, elle rencontre un jeune étudiant en cinéma, Mathias Malzieu qui l'invite à rejoindre son groupe Dionysos.

### Avec Dionysos
Élisabet Maistre rejoint le groupe Dionysos en 1997 pour leur deuxième album The Sun Is Blue Like the Eggs in Winter. Elle participe au sein du groupe en tant que violoniste et chanteuse (banjo, castagnettes et clavier également). Elle continue à jouer avec le groupe sur ses autres albums, notamment Haïku (1999), Western Sous La Neige (2002) et Monsters in Love (2005).

### Carrière solo
Parallèlement à sa participation à Dionysos, elle se lance en 2007 dans une carrière solo pour sortir son premier album Drôle d'oiseau. Le premier single est Le Marin. Vient ensuite C'est quand déjà, puis Body Club.
Son deuxième album, Piano Monstre, est sorti le 27 septembre 2010. Il est notamment accompagné par le single Je pense à nous. Un second single est publié peu après, Les Amouratiques, en duo avec Hugh Coltman. 
Piano monstre est un album collégial où sont conviés plusieurs invités comme Edouard Baer (Le Miroir), Arthur H (Ciel de soie), Hugh Coltman (Les Amouratiques), Mathias Malzieu (Tes yeux dans ce bar) et Andy Maistre (Mexico). Cependant, son mari la quitte et il lui est impossible de continuer la tournée. Alors que sa chanson « Je pense à nous » passe en radio et que son clip est diffusé à la télévision, elle stoppe tout, incapable de chanter[réf. nécessaire].
Babet participe au livre « Le lexique amoureux de Montpellier » dirigé par Julie Décot aux éditions Cairn en 2019. La chanteuse se prête aussi au jeu de la direction de masterclass.
Le 16 juin 2023, Babet sort son troisième album La Promessedans lequel elle convie Sébastien Martel pour jouer les guitares, Albin de la Simone pour les pianos et synthétiseurs, Raphaël Séguinier pour les batteries et Jeff Hallam pour les basses. Son nouvel album est construit autour de celles et ceux qu'elle aime et qui l'inspire. On découvre qu'elle est fan de boxe sur Mohamed Ali, elle rend aussi hommage à l'intrépidité et la poésie du fantasque Philippe Petit, mais elle livre un joli portrait de son père dans Ton Algérie ainsi que de sa mère dans Née sur une étoile où l'on peut entendre chanter cette dernière, son amoureux dans la chanson éponyme La Promesse et son groupe Dionysos (groupe français) également sont mis à l'honneur dans La nourriture des dieux, chaque chanson est une ode consacrée.

## Discographie (avec Dionysos)

### Albums studio

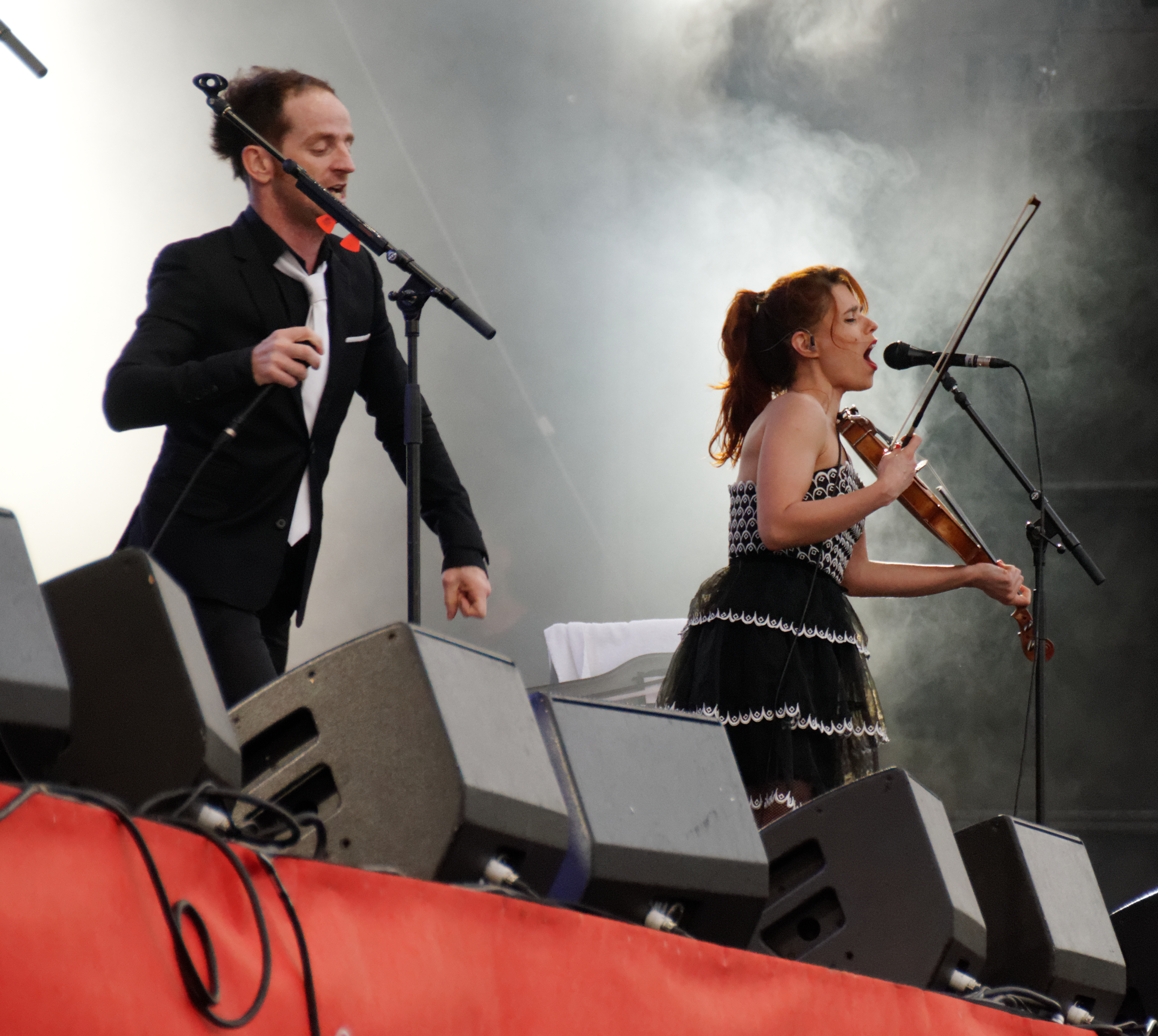
Élisabet Maistre (à droite) et Mathias Malzieu, en concert avec Dionysos en 2012.

- 1998 : The Sun Is Blue Like the Eggs in Winter : violon, chœurs.
- 1999 : Haïku : violon, claviers, mélodica, piano, chant, chœurs.
- 2002 : Western sous la neige : violon, piano, claviers, castagnettes, demi-lune, chœurs.
- 2005 : Monsters in Love : chant, violon, violoncelle, castagnettes.
- 2012 : Bird 'n' Roll : chant, violon, stylophone, chœurs, clochettes, rires.
- 2016 : Vampire en pyjama
- 2020 : Surprisier

### Lives
- 2003 : Whatever the Weather, Acoustique, Électrique
- 2007 : Monsters in Live

### Autres
- 2001 : Old School Recordings
- 2009 : Eats Music!!!
- 2014 : doublage des personnages d'Anna et de la femme à deux têtes dans le film d'animation Jack et la Mécanique du cœur.
- 2015 : Elle compose la musique, pour le Forum des images à Paris, d'un spectacle pour les tout-petits « Poupi, le petit chien curieux[9]».

## Instruments joués

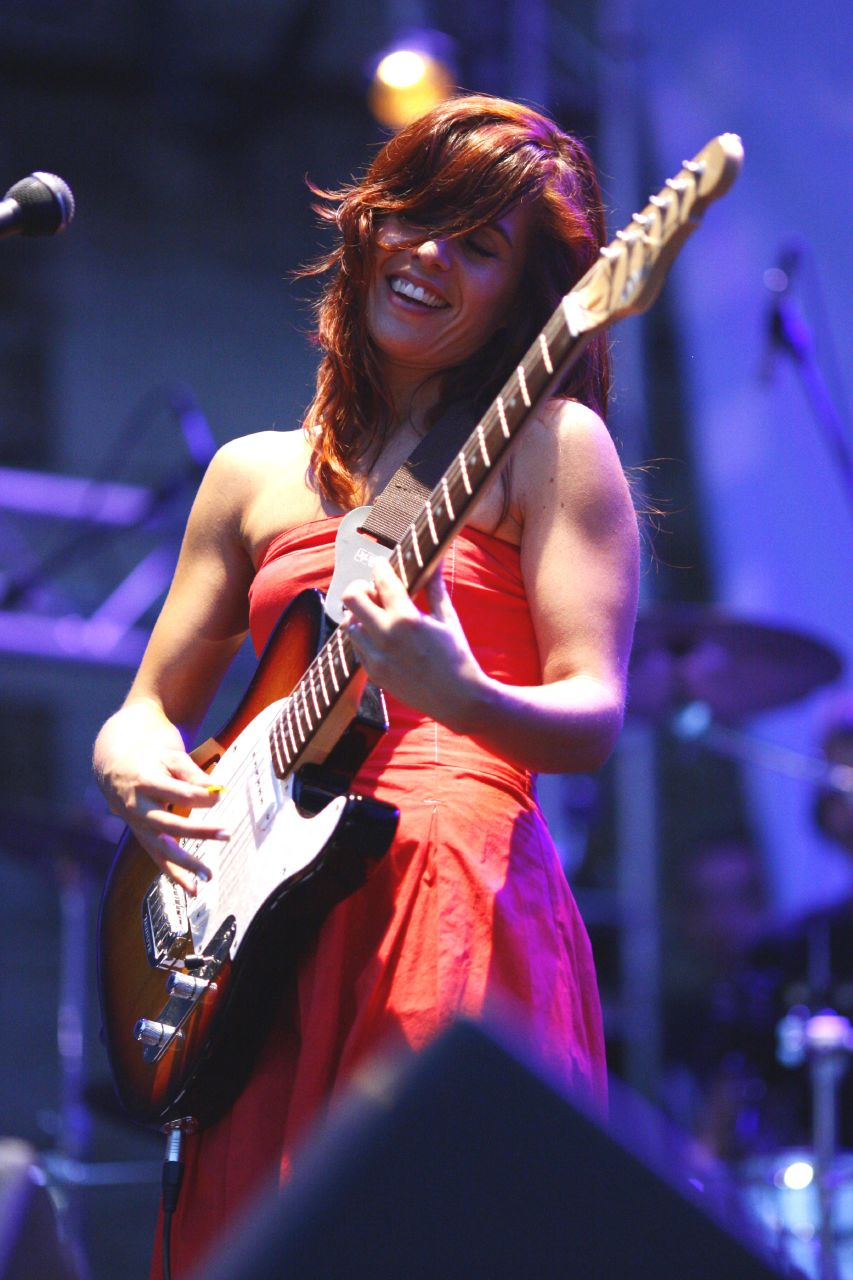
Élisabet Maistre joue de la guitare électrique en concert à Paris Plages en juillet 2007.

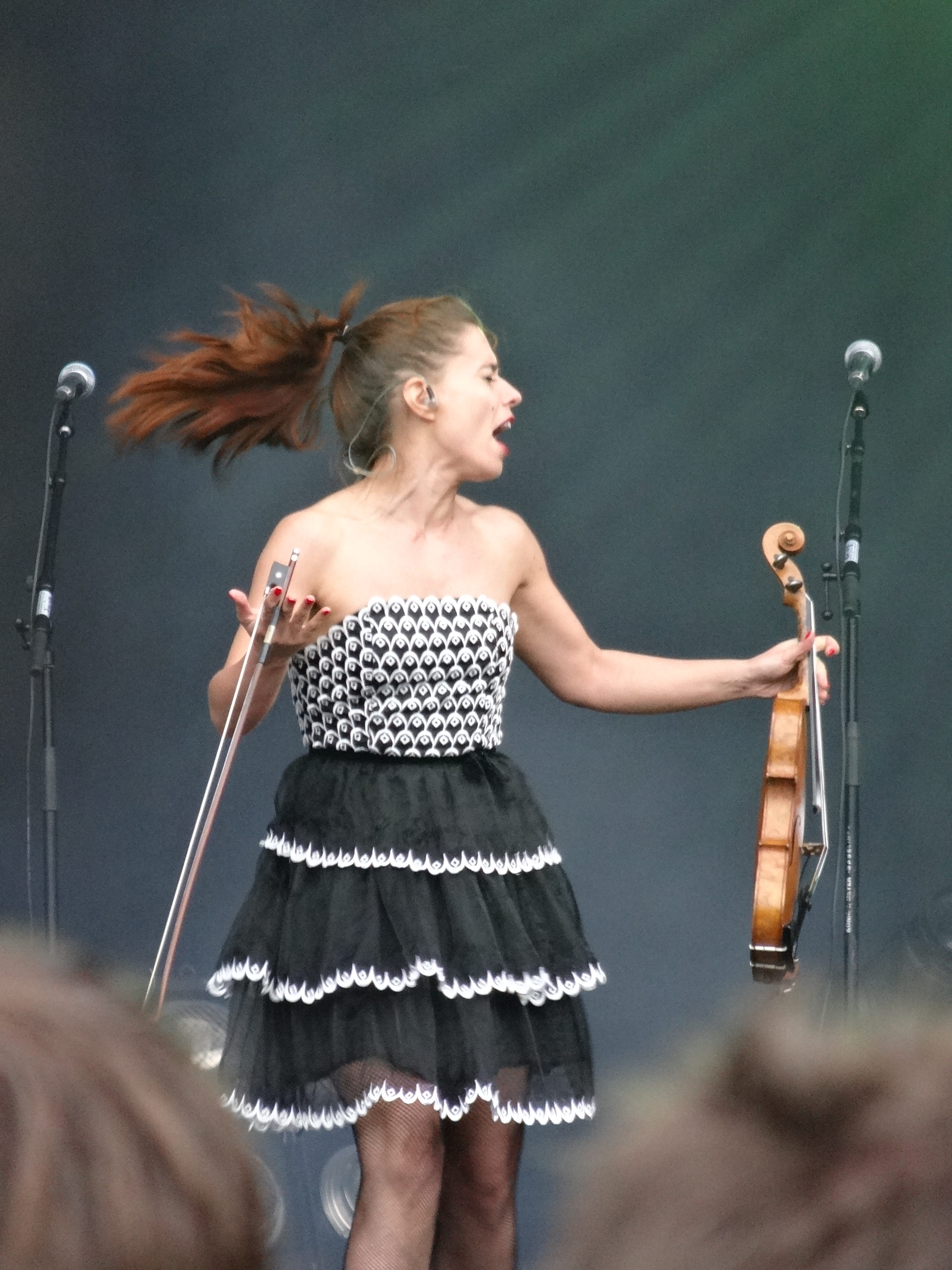
Babet à Rock en Seine 2012 avec Dionysos, au violon.

Lors des tournées de Dionysos, des albums produits et de ses tournées solos, Babet joue de plusieurs instruments : outre le chant, elle joue aussi du violon, son instrument de prédilection, ainsi que de la guitare, du banjo (Ciel en sauce), du violoncelle (notamment en pizzicato sur Old Child), du clavier (Wet), du stylophone (Dreamoscope) et parfois des castagnettes (Miss Acacia).

## Théâtre
En 2011, Babet incarne Wendy au théâtre dans la pièce d'Irina Brook Pan, une adaptation libre de Peter Pan. Elle y incarne Wendy, une violoniste, chanteuse, comédienne et voltigeuse. La pièce est jouée d’abord au Théâtre de Paris pendant un an puis en tournée en France, en Belgique et en Suisse.
La chanteuse auteur et compositrice intègre le collectif l’horizon, emmené par Axel Landy et basé à La Rochelle où elle compose pour le spectacle de la danseuse Maud Vallée.

## Single (solo)
- 2007 : Le Marin
- 2007 : C'est quand déjà ?
- 2008 : Body Club
- 2010 : Je pense à nous
- 2010 : Les Amouratiques

## Participations
- 2007 : Dionysos - La Mécanique du cœur[Note 1]
- 2013 : Weepers Circus - Le grand bazar
- 2021: Chewbie in the sky- Lulaby
- 2022: Benoit de Bonne famille- Incendie

### Note
1. ↑  Occupée à enregistrer son album solo, Babet ne fait qu'une participation en "guest" sur cet album de Dionysos.